# Зимни параолимпийски игри 2022
Зимните параолимпийски игри 2022 са международно спортно събитие за атлети с двигателни, сетивни и интелектуални увреждания, което се провежда в Пекин, Китайска народна република, в периода от 4 до 13 март 2022 година. Това са тринадесетите зимни параолимпийски игри, провеждани от Международния параолимпийски комитет.
Пекин е избран за град-домакин на Зимните олимпийски, и съответно параолимпийски, игри за 2022 година на 128-мата сесия на Международния олимпийски комитет през 2015 година в Куала Лумпур, Малайзия. Предвид организираните през 2008 година Летни олимпийски и Летни параолимпийски игри, Пекин е първият град, който е бил домакин както на лятна, така и на зимна олимпиада и съответно както на лятна, така и на зимна параолимпиада.
На Игрите се предвижда участието на 564 атлета, представители на 45 национални параолимпийски комитети, които се състезават в 6 спорта за общо 78 комплекта медали. Участието на игрите преминава в условията на продължаващо руско военно нападение над Украйна, което нарушава Олимпийското примирие и става причина параолимпийците от Руската федерация и подкрепящата я във войната Беларус да бъдат изключени от участие. Въпреки първоначално обявеното решение на Международния параолимпийски комитет, че на атлетите от двете страни ще се разреши самостоятелно участие под параолимпийския флаг, това решение е оттеглено на 3 март 2022, в навечерието на церемонията по откриване на параолимпиадата, след заплахите на много национални комитети да бойкотират игрите, и е обявено, че на руските и беларуските атлети е забранено да се състезават.

## Откриване на игрите
Церемонията по откриване на Игрите се провежда на 4 март 2022 година на Пекинския национален стадион, режисирана от китайския режисьор Чжан Имоу на тема „Разцъфването на живота“.
По време на встъпителната си реч, президентът на Международния параолимпийски комитет Андрю Парсънс заклеймява руската инвазия в Украйна и нарушаването на традицията военните действия да се прекратяват по време на олимпийски игри, подчертавайки, че параолимпийските атлети се състезават едни с други, а не едни срещу други и че „21 век е време за диалог и дипломация, а не за война и омраза“.
Последният преносител на факлата с олимпийския огън, четирикратният китайки параолимпиец и златен медалист Ли Дуан, поставя факлата в центъра на голяма скулптура с формата на снежинка.

## Календар
Всички дати и часове са по Стандартно китайско време (UTC+8)
| ЦО | Церемония по откриване | ● | Състезателни сегменти | 1 | Събития с медали | ЦЗ | Церемония по закриване |

| Март 2022                              | Март  | Март  | Март  | Март  | Март  | Март  | Март   | Март   | Март   | Март   | Събития          |
| Март 2022                              | 4 Пет | 5 Съб | 6 Нед | 7 Пон | 8 Вто | 9 Сря | 10 Чет | 11 Пет | 12 Съб | 13 Нед | Събития          |
| -------------------------------------- | ----- | ----- | ----- | ----- | ----- | ----- | ------ | ------ | ------ | ------ | ---------------- |
| Церемонии                              | ЦО    |       |       |       |       |       |        |        |        | ЦЗ     | 0                |
| Параолимпийски ски алпийски дисциплини |       | 6     | 6     | 6     |       |       | 3      | 3      | 3      | 3      | 30               |
| Параолимпийски биатлон                 |       | 6     |       |       | 6     |       |        | 6      |        |        | 18               |
| Параолимпийски крос-кънтри ски         |       |       | 2     | 4     |       | 6     |        |        | 6      | 2      | 20               |
| Параолимпийски хокей                   |       | ●     | ●     |       | ●     | ●     |        | ●      | ●      | 1      | 1                |
| Парасноубординг                        |       |       | ●     | 4     |       |       |        | 4      |        |        | 8                |
| Кърлинг с инвалидни колички            |       | ●     | ●     | ●     | ●     | ●     | ●      | ●      | 1      |        | 1                |
| Събития с медали за ден                |       | 12    | 8     | 14    | 6     | 6     | 3      | 9      | 14     | 6      | 78               |
| Кумулативно                            |       | 12    | 20    | 34    | 40    | 46    | 49     | 58     | 72     | 78     | 78               |
| Март 2022                              | 4 Пет | 5 Съб | 6 Нед | 7 Пон | 8 Вто | 9 Сря | 10 Чет | 11 Пет | 12 Съб | 13 Нед | Общ брой събития |
| Март 2022                              | Март  |       |       |       |       |       |        |        |        |        | Общ брой събития |